# جيل جوليفي
جيل جولييف (بالإنجليزية: Jill Jolliffe)‏(7 فبراير 1945 – 2 ديسمبر 2022)، صحفية وكاتبة أسترالية، غطت الأحداث في تيمور الشرقية منذ عام 1975. وهي مؤلفة كتابي Finding Santana (العثور على سانتانا) وBalibo (باليبو).

## الحياة العلمية والعملية
تلقت تعليمها الثانوي في مدرسة جيلونج الثانوية، وتخرجت من جامعة موناش. زارت تيمور الشرقية مع وفد طلابي في أبريل 1975 أثناء قيامها بعمل الدراسات العليا في الجامعة الوطنية الأسترالية. وفي سبتمبر 1975، شهدت أول توغلات للقوات النظامية الإندونيسية في تيمور الشرقية، وأبلغت عن مقتل باليبو فايفBalibo Five في الشهر التالي.
عاشت جيل جوليفي في البرتغال من عام 1978 إلى عام 1999، وكانت تقدم تقارير عن البرتغال وأنغولا ومستعمرات برتغالية سابقة أخرى؛ بالإضافة إلى تيمور الشرقية.
عادت لاحقًا إلى أستراليا لتقيم في داروين. عملت كمراسلة لـمراجعة الأمة (Nation Review) و Reuters، والحارس (The Guardian)، وصان داي تايمزThe Sunday Times والعمر (The Age) وسيدني مورنينغ هيرالدSydney Morning Herald وبي بي سي BBC. لقد غطت الحروب في أنغولا والصحراء الغربية، ومُنعت من دخول إندونيسيا بسبب انتقاداتها للغزو الإندونيسي لتيمور الشرقية وما أعقبه.
كانت جيل من المرشحين النهائيين في الإقليم الشمالي لجائزة «الأسترالي الأول للعام» في عام 2010.

## العمل فيما يتعلق بتيمور الشرقية
يحكي كتاب جيل جوليفي لعام 2001 "Cover-Up": القصة الداخلية لـ Balibo Five قصة القبض على Balibo Five وقتلهم، والتهرب اللاحق من القضية من قبل حكومتي إندونيسيا وأستراليا، وعلاقته بقرار إندونيسيا بغزو واحتلال تيمور الشرقية. الكتاب الذي بحثه مؤلفه لأكثر من عشرين عامًا، «يمثل تحقيقًا في الاحتلال الإندونيسي لتيمور الشرقية بقدر ما هو دراسة حالة عن عمليات القتل في باليبو». أظهر اقتراح بناء فيلم على كتابها بعض الانتقادات لآرائها حول «الزملاء» كما ورد بإيجاز في عام 2004 من قبل إحدى الصحف البريطانية. استند فيلم Balibo إلى الكتاب وصدر في عام 2009.

## فهرس
- تيمور الشرقية: القومية والاستعمار. 1978.
- تيمور، تيرا ساجرينتا (تيمور: حقول القتل) (1989)
- Aviz: قصة لشبونة (1998)
- Depois Das Lagrimas (بعد الدموع) (2000، محرر)
- التستر: القصة الداخلية لكاتب باليبو فايف، ملبورن (2001)
- Balibo (2009) - مراجعة محدثة للتغطية في إصدار رابط فيلم[8]
- العثور على سانتانا (2010)[9]
- اركض من أجل حياتك، Affirm Press ، جنوب ملبورن (2014)

## أفلام وثائقية تلفزيونية
- مسار باندورا (1992) - عن مضارب الدعارة الأوروبية
- الحصار (1997) - قصة حرب العصابات في تيمور الشرقية
- مراسل أجنبي خاص حول Balibo Five (1998)، مع جوناثان هولمز